# Tottenham Hotspur Football Club
El Tottenham Hotspur Football Club és un club de futbol d'Anglaterra, radicat al districte de Haringey de la ciutat de Londres. Actualment juga a la FA Premier League.
Jugava com a local a l'estadi White Hart Lane, amb capacitat per a 62.062 espectadors, fins a la seva demolició el 2017. Va jugar de local en el Wembley Stadium de Londres fins al final de la construcció del seu nou estadi. Actualment juga al Tottenham Hotspur Stadium, inaugurat el 3 d'abril de 2019 al lloc original de White Hart Lane.
Fundat el 1882, el Tottenham va guanyar per primera vegada la FA Cup el 1901 (sent fins a l'actualitat l'únic club no pertanyent al sistema de Lliga a fer-ho). El Tottenham va ser el primer club del segle xx a aconseguir el doblet nacional de Lliga i Copa durant la temporada 1960-61. Després de defensar amb èxit la FA Cup el 1962, el 1963 va esdevenir el primer equip britànic guanyador d'una competició internacional de la UEFA, en guanyar la Recopa d'Europa el 1963. El 1967 es va coronar campió de la FA Cup per tercera vegada en la dècada de 1960, finalitzant la seva dècada més reeixida. Durant els anys 70, el Tottenham es va consagrar campió de la Copa de la lliga en dues ocasions, i va esdevenir el campió inaugural de la Copa de la UEFA el 1972, sent el primer club britànic a aconseguir la consecució de dos trofeus europeus diferents. En la dècada de 1980 els Spurs van alçar la FA Cup dues vegades, la Charity Shield i la Copa de la UEFA el 1984. En els anys 1990 el club va guanyar la FA Cup i la League Cup. En consagrar-se campió de la League Cup per última vegada l'any 2008, el Tottenham ha aconseguit obtenir almenys un trofeu important en cadascuna de les últimes sis dècades, assoliment només igualat pel Manchester United FC.
El lema del club és Audere est facere (To dare is to do), que en català significa Atrevir-se és aconseguir-ho, i el seu emblema actual és un gall de lluita dempeus sobre una pilota de futbol clàssica. Posseeix una històrica rivalitat amb els seus veïns de l'Arsenal FC, club amb el qual disputa el Derbi del Nord de Londres. El màxim golejador històric del Tottenham és Harry Kane amb 267 gols i encara en actiu.

## Història
El club es fundà el 1882 per jugadors del Hotspur Cricket Club, principalment d'alumnes de la Tottenham Grammar School i la St. John's Presbyterian School. El primer nom del club fou Hotspur FC.
El club va passar a anomenar-se Tottenham Hotspur Football Club el 1884. En 1887 va jugar el primer clàssic, conegut com el Derbi del Nord de Londres contra l'Arsenal FC, aleshores anomenat Royal Arsenal. El partit va ser suspès a causa de la falta de llum quan els Spurs guanyaven per 2 a 1.
El club es va traslladar el 1888 a terrenys privats a Northumberland Park. La institució es va professionalitzar el 1895, i l'any següent va ser admès a la primera divisió de la Southern Football League. L'equip s'instal·là a White Hart Line el 1899 i l'any següent el Tottenham és campió de la Southern Football League. El 1901 va guanyar la FA Cup per primera vegada, convertint-se en l'únic club de la lliga (després de la formació de la Lliga de Futbol el 1888) en obtenir el títol.
Els grans èxits del Tottenham va arribar el 1951 quan, després d'aconseguir l'ascens, el club va guanyar per primera vegada la Football League First Division, fet que va repetir el 1961. Aquest any també va guanyar la FA Cup, repetint el 1962. El 1963 el Tottenham va guanyar la Recopa d'Europa contra l'Atlètic de Madrid, guanyant 5 a 1 en una final disputada a Rotterdam. Va ser el primer club anglès en guanyar una competició europea.
Tot i guanyar la FA Cup de nou el 1967, i la seva primera Copa de la UEFA la temporada 1971-72 (contra els Wolves), el club descendeix de nou el 1977. El 1978 novament ascendit a la primera divisió, va guanyar dues FA Cup seguides el 1981 i 1982. El 1984, el Tottenham va guanyar la seva segona Copa de la UEFA contra l'RSC Anderlecht.
El Tottenham Hotspur va guanyar la seva vuitena FA Cup el 1991. El 1992 el club va ser membre fundador de la nova Premier League.
El 2001 Daniel Levy va arribar a la presidència del club. L'any 2010, l'equip va acabar quart a la Premier League, classificant-se així per a jugar a la Lliga de Campions després de més de 40 anys.

### Naixement
El dimarts 5 de setembre de 1882, neix el club llavors anomenat Hotspur Football Club, format igual que la majoria de les primeres entitats futbolístiques del Regne Unit- per estudiants d'un col·legi anglicà. Ells també eren membres del Hotspur Cricket Club. Es creu que el nom Hotspur va ser pres a causa de la seva associació amb la persona de Sir Henry Percy, qui va ser Harry Hotspur a l'obra Enric IV, Part 1 de Shakespeare, personatge que va viure al nord de Londres durant el segle xiv i que els seus descendents posseïen terres a Tottenham. La veritat és que el 1884 el club passa a denominar-se Tottenham Hotspur Football Club per a evitar confusions amb un altre club existent en aquest moment anomenat Hotspur FC. Durant els seus primers anys, els spurs utilitzaven un uniforme de color blau marí. Aquesta indumentària primitiva canvia més tard per una samarreta meitat blava i blanca clarament inspirada en el Blackburn Rovers, campió de la FA Cup. Posteriorment s'utilitzarien uniformes de color vermell i un altre marró i or, fins que finalment en la temporada 1899 - 00 s'usaria per primera vegada -i per sempre- la indumentària tradicional (samarreta blanca i pantalons de color blau marí), la qual es trobava inspirada en el club Preston North End, el més reeixit del futbol anglès a finals del segle xix. El 1888 el club es trasllada de l'estadi Tottenham Marshes al Northumberland Park. Després d'algun intent fallit per a ser acceptat en la Southend League, el club es converteix en professional just abans del Nadal de 1895, data en què són admesos en la citada Lliga del Sud, atraient durant les seves primeres trobades a grans multituds de gent. Charles Roberts va esdevenir president el 1898 i va romandre en el càrrec fins a l'any 1943.
No va ser fins a l'any 1899 quan els spurs es traslladen al seu actual estadi, el White Hart Lane, conegut així per un local situat a prop de l'establiment esportiu. El Tottenham es va beneficiar molt amb la creixent sindicalització dels futbolistes professionals en l'última dècada del segle xix. Tant John Cameron i Jack Bell, que anteriorment jugaven a l'Everton Football Club, arriben al conjunt metropolità com a resultat d'un conflicte causat per una antiga associació de futbolistes professionals. Com a conseqüència directa d'això, en la temporada 1899-00 el club es corona campió de la Southend League, i a l'any següent, aconsegueix guanyar la FA Cup per primera vegada, en vèncer (després d'un empat 2-2 en el camp del Crystal Palace davant 110.820 espectadors) en el replay de la final, per tres gols a un al Sheffield United en el Burnden Park davant 20.470 persones. D'aquesta forma, el Tottenham es transforma en l'únic club anglès que ha guanyat la màxima competència de copa nacional sense jugar en les principals divisions del país.

### Començaments
Tot va començar quan uns jugadors de la lliga local de cricket van formar un equip en una escola primària, però després van decidir jugar al futbol, el 1882 es va fundar un club anomenat Tottenham Hotspur. El Tottenham jugava en aquells dies a les maresmes de Tottenham. El 1885, els Spurs van jugar el seu primer partit. El 1887, els Spurs van tenir el seu primer partit contra l'Arsenal FC, el que seria el seu màxim rival en el Derbi del Nord de Londres. El 1888 el Tottenham Hotspur es va mudar al Northumberland Park. El 16 de desembre de 1895 va ser una data important en la història dels Spurs perquè van adoptar la professionalitat i a l'any següent també contenia algunes fites. Un amistós contra l'Aston Villa va atreure 6.000 espectadors al camp, el club va ser triat membre de la Divisió Sud de la League One i els colors van ser canviats a ratlles de xocolata i or. De fet, l'any següent va veure el Tottenham aconseguir arribar a la seva primera (de moltes) Final de la Copa, perdent davant del Wellingborough per 0-2 en la competència local.
El 1898 va ser un altre any clau en la història del club, ja que va esdevenir una societat de responsabilitat limitada i el registre d'assistència va augmentar a 14.000 per a un partit contra l'Arsenal Woolwich. Tal vegada el pas més important d'aquest any ha estat l'adopció dels colors dels "Invencibles" del Preston North End, que havien fet "el doble" i així els Spurs primer es van associar amb les camises blanques i pantalons curts blau marí pels quals ja estan de fama mundial. Al darrer any del segle el Tottenham va fer un moviment per a la ubicació actual del White Hart Lane, la famosa seu del Tottenham Hotspur. L'estadi amb capacitat per a 35.000 persones es deia Gilpin Park, però a poc a poc va arribar a ser conegut com a White Hart Lane. El primer partit va ser un partit contra el Derby County i els ingressos van ascendir a £ 115. L'èxit va arribar al club i el 1900 el Tottenham va guanyar la Lliga del Sud. El gran èxit va arribar el 1901, quan el Tottenham Hotspur va esdevenir el primer no-equip de la lliga a guanyar la FA Cup. Van copejar al Sheffield United per 3-1 davant el Bolton després de mantenir-los fins al 2-2 en el Cristal Palace davant d'una multitud llavors rècord de 110.000 persones. Trencant la dominació del Nord de la competició, els Spurs també van establir una nova tradició - el de lligar cintes de colors a favor dels guanyadors en el trofeu. La victòria de la Copa FA va ajudar els Spurs a ser triat a la Segona Divisió de la Lliga de Futbol el 1908, però no va ser fàcil. L'Stoke city es va retirar de la lliga després de sofrir problemes financers i, encara que els Spurs van acabar darrere del Grimsby Town, Bradford Park Avenue, i Chesterfield Lincoln City per al lloc del club relegat, la votació va ser molt més ajustada després d'això i després de dos empats, vuit homes del Comitè de Gestió FA va votar als Spurs davant de Lincoln per cinc a tres. El Tottenham va demostrar que la decisió estava plenament justificada, ja que va aconseguir l'ascens a la primera divisió en el seu primer intent el 1909. Els Spurs també van sobresortir en altres activitats, ja que va guanyar els campionats de beisbol en aquest país el 1906 i 1908 en els tres anys que va participar.

### Època de la Primera Guerra Mundial
El club es va mantenir en aquesta divisió durant sis anys abans que el descens va copejar, però la promoció de nou es va fer esperar després de la ruptura de la Primera Guerra Mundial de 1914-1919. Una xifra rècord de 70 punts (amb dos punts per victòria) va veure als Spurs de nou en la màxima categoria.
A l'any següent, el 1921, el Tottenham va guanyar la FA Cup per segona vegada, vencent al Wolverhampton Wanderers FC per un sol gol a Stamford Bridge.
El 1934 l'edifici de la Graderia est va ser acabat, just a temps perquè el club fos relegat de nou el 1935. No obstant això, 75.038 afeccionats van veure un empat a l'FA Cup a la sisena ronda davant el Sunderland Association Football Club el 1938 i es va establir un rècord d'assistència a l'estadi White Hart Lane, que mai es trencarà.

### Postguerra
Un període de guerra i estancament dels Spurs significava que havien d'esperar fins a 1950 per a recuperar el seu lloc en la primera divisió i la major part d'aquest equip va passar a guanyar el trofeu del Campionat de Lliga per primera vegada en la història del club el 1951 sota la direcció d'Arthur Rowe. Quan Rowe es va retirar i Jimmy Anderson va assumir el càrrec de gerent, no podia suportar la pressió i un jugador es va acostar a prendre les regnes del club i portar-lo a una nova era inoblidable. Aquest home era Bill Nicholson i ell va fer el que el Tottenham és avui.
Era l'octubre de 1958 i els Spurs s'enfrontaven a un partit a casa contra l'Everton FC. No s'esperava molt aquest dia, però el Tottenham va sortir vencedor per 10 gols a 4. Va ser el començament d'un regnat dels spurs.

### El doblet
El 1960 totes les peces estaven en el seu lloc i el seu equip més famós era a punt de començar. El seu assalt a la Lliga va començar de manera increïble i The lane es va mantenir invicte durant 16 partits, va guanyar la majoria de partits (31),i va arribar a 50 punts en 29 partits - més ràpid que qualsevol altre equip, els 115 gols de la temporada segueix sent un rècord del club, que va igualar el rècord de 66 punts en una temporada, va igualar el nombre de victòries en una temporada (33). Van guanyar la lliga per vuit punts de distància al Sheffield. Els spurs aconseguirien el doblet vencent en la final de la FA Cup al Leicester city.

### Gesta europea
El 1961 el Tottenham creia que podia repetir la gesta i va tenir la participació de la Copa d'Europa de futbol. El seu partit d'anada de l'eliminatòria de la Ronda preliminar va ser a Polònia i van ser sorpresos per les condicions en què es trobaven. Van perdre el partit d'anada per 2-4, però en la tornada a White Hart Lane, el Tottenham va aixafar als polonesos per 8-2. La temporada va acabar caient entre dues aigües, ja que va perdre davant el Benfica en les semifinals de la Copa d'Europa i va acabar en tercer lloc en la Lliga després del que tot just acabava d'ascendir Ipswich Town i Burnley.
El 1963 van arribar a la final de la Recopa d'Europa de futbol, superant a l'Atlètic de Madrid per 5-1 a Rotterdam, amb el nou fitxatge Jimmy Greaves entre els objectius. El Tottenham va esdevenir el primer club britànic que guanya un trofeu europeu.

### Dècada dels 60 i els 70
El 1967 els spurs van guanyar la FA Cup al Chelsea FC per 2-1.
El 1971 El Tottenham va guanyar la seva primera Copa de la Lliga anglesa de futbol, vencent en la final a l'Aston Villa per 2-0, amb dos gols del mític Martins Chivers.
Aquest títol va significar la tornada del Tottenham a Europa, aquesta vegada en la recentment creada Copa de la UEFA. Es va convertir en el primer campió d'aquesta competició vencent en la final al Wolverhampton wanderers, la clau va estar en el partit d'anada, Chivers li va donar la victòria als spurs amb 2 gols en la victòria en el Molineux per 1-2, en la tornada a the lane va acabar 1-1. Els spurs es convertirien també en el primer club britànic a guanyar 2 trofeus europeus.
El 1972 tornaria a repetir títol de copa de la lliga, va vèncer per 1-0 al Norwich city i va esdevenir el primer club anglès a guanyar dues vegades aquesta competició.
El 1974 el Tottenham tornaria a jugar una final de la Copa de la UEFA contra el Feyenoord. Aquesta vegada va tenir un final amarg, ja que els spurs van perdre la seva primera final per 2-4, a més va haver-hi uns incidents en el camp d'afeccionats del Tottenham lamentables, que deixaven una mala imatge de l'equip londinenc. Això va fer que el millor entrenador de la història dels spurs Bill Nicholson renunciés en el càrrec el 1976.

### Descens a la Segona Divisió
Terry Neill es va fer càrrec del Tottenham, però solament va durar una temporada, a causa del descens dels Spurs a segona divisió. Keith Burkinshaw va ser triat nou tècnic i va aconseguir la promoció a primera al primer intent.
La Copa del Món de Futbol de 1978 acabava d'acabar i el Tottenham va sorprendre amb els fitxatges de l'equip campió,
els argentins Osvaldo Ardiles i Ricardo Villa es van convertir en flamants nous fitxatges dels Spurs.

### Els 80 d'ara endavant
El 1982, aconsegueixen guanyar la FA Cup per setena vegada l'any del centenari del club. Un any més tard, el Tottenham es converteix en el primer club de futbol a entrar les accions a la Borsa de Valors de Londres.
El 1984, s'aconsegueix guanyar la Copa de la UEFA per segona vegada, vencent en els tirs des del punt de penal al R.S.C. Anderlecht.
Aquest Tottenham jugava un futbol que enamorava a tothom.
Comptava amb jugadors de la talla de Glenn Hoddle, Osvaldo Ardiles, Steve Perryman, Paul Jennings i Steve Archivald.

### Segle XXI
El 2001, va arribar al club l'ex seleccionador Glenn Hoddle, mentre que Daniel Levy va esdevenir president després d'adquirir la majoria d'accions de l'entitat. Teddy Sheringham, l'heroi de la final de la Champions 1999, va tornar al club procedent del Manchester United FC i es va unir als nouvinguts Christian Ziege i Gustavo Poyet.
El 2002, s'arriba a la final de la Worthington Cup, en la primera temporada de Glenn Hoddle com a mànager, però va perdre per 2-1 davant el Blackburn Rovers en el Millennium Stadium de Cardiff. Jamie Redknapp va signar a l'abril pel club just abans del fitxatge per 7 milions de £ del davanter estrella irlandès, Robbie Keane, procedent del Leeds United FC, a l'agost. Un any després, arriben al club Helder Postiga i Bobby Zamora. Al setembre, Glenn Hoddle deixa l'equip, sent substituït de manera temporal per David Pleat.
El 2004, es va formar una nova estructura en el club: David Pleat va marxar al juliol i van arribar al club Frank Arnesen, procedent del PSV Eindhoven, com a director esportiu; Jacques Santini com a entrenador en cap, Martin Jol com a primer assistent i Dominique Cuperly com a preparador físic. Santini va dimitir al novembre i Martin Jol va assumir el càrrec de director tècnic. A l'octubre, la Selecció anglesa va comptar amb tres Spurs (Jermain Defoe, Ledley King i Paul Robinson) per primera vegada des de 1987.
A partir de l'any 2006, es van dur a terme una sèrie de reeixits fitxatges que van portar al club de nou al panorama europeu, entre ells: Aaron Lennon, Michael Dawson, Dimitar Berbatov, Didier Zokora, Benoit Assou-Ekotto, Pascal Chimbonda, i Steed Malbranque. No obstant això, el talentós migcampista Michael Carrick va marxar al Manchester United FC.
El 2007, van arribar al club Gareth Bale i Darren Bent, mentre que al director tècnic Martin Jol se li va demanar que dimitís al costat de l'entrenador Chris Hughton. El va substituir Juande Ramos, procedent del Sevilla FC espanyol, amb els seus ajudants Marcos Álvarez i Gustavo Poyet, ex del club.
El 2008 va tenir un començament magnífic pel Tottenham. Primer va venir la gran victòria davant l'Arsenal FC per 5-1 i la posterior victòria enfront del Chelsea FC per 2-1 per a aixecar la League Cup a l'estadi de Wembley. Era el primer títol dels Spurs en nou anys. Els jugadors David Bentley, Heurelho Gomes, Luka Modrić, Roman Pavlyuchenko i Giovani dos Santos van ser les reeixides noves incorporacions, mentre que Harry Redknapp va prendre el relleu de Juande Ramos a la banqueta a l'octubre de 2008 després d'uns mals resultats a l'arrencada de la Premier.
El gener de 2009, va arribar al club Wilson Palacios, i van tornar Robbie Keane i Jermain Defoe.

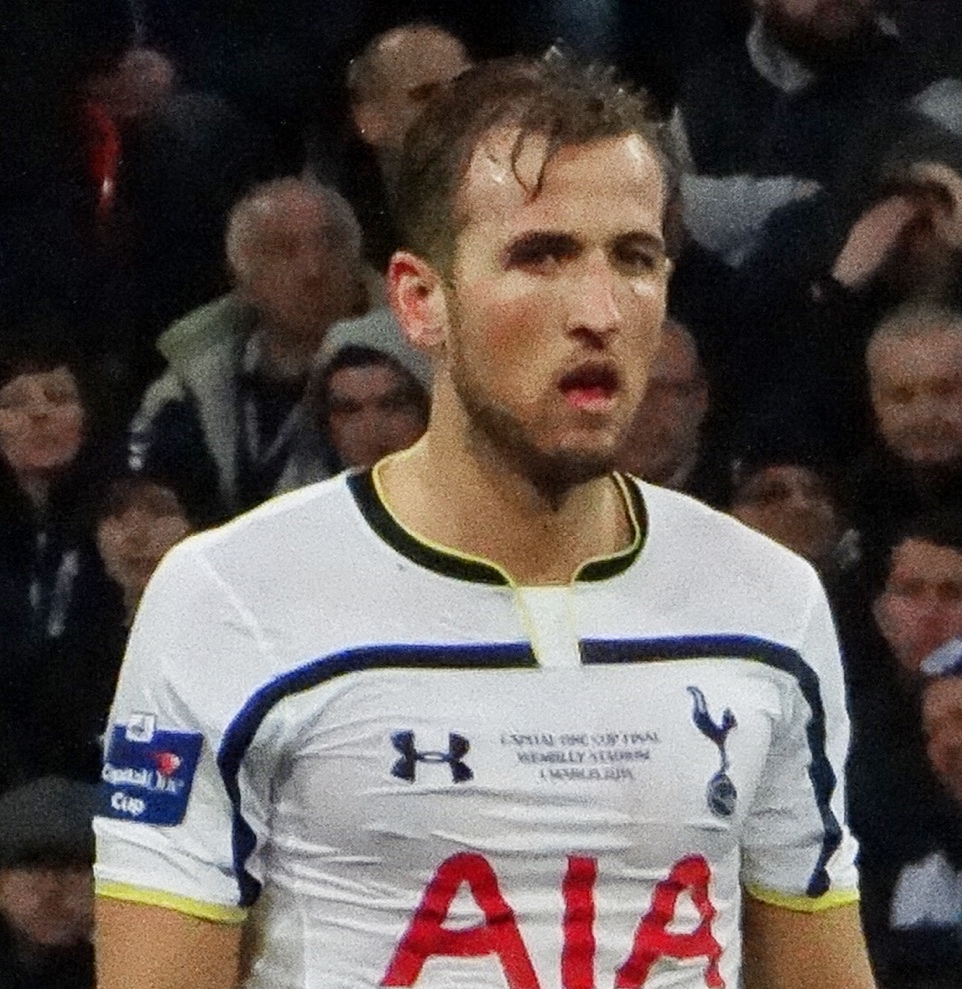
Harry Kane, setè màxim golejador històric del club.

L'any 2010, i després de gairebé 50 anys, el club va aconseguir classificar-se per a la Lliga de Campions de la UEFA (en aquells dies anomenada Copa d'Europa de futbol). Una classificació que es va concretar en les últimes jornades de la Premier League 2009/10 amb la victòria assolida enfront del Manchester City amb gol de Peter Crouch. Aquest èxit va propiciar la renovació de l'entrenador, Harry Redknapp, fins a 2013.
La temporada 2010-2011 va començar amb la prèvia de la Champions enfront del conjunt suís del Young Boys. En el partit d'anada els suïssos van posar en perill la continuïtat dels Spurs en aquesta competició, ja que en la primera mitja hora guanyaven per 3-0, però els Spurs van aconseguir retallar el marcador i van acabar amb 3-2 en contra. La volta va ser diferent i el Tottenham va guanyar per un 4-0 a White hart Lane, amb hat-trick de Peter Crouch.
Els Spurs van compartir grup amb l'actual campió, l'Inter de Milà, Werder Bremen i FC Twente. En la tercera jornada van visitar San Siro per mesurar-se amb l'Inter i van perdre per 4-3 tot i que Gareth Bale va aconseguir marcar tres gols en la segona part. En la volta a White Hart Lane, un altre gran partit de Gareth Bale sí va permetre als Spurs vèncer per 3-1. Finalment, van passar a vuitens de final de la Champions com a primers de grup després de derrotar per 3-0 al Werder Bremen.
El Tottenham es venjaria del seu rival, l'Arsenal FC, que els va fer fora de la Carling Cup, amb una victòria important a l'Emirates Stadium per 2-3 en la Premier League.
El 15 de febrer de 2011, els Spurs van aconseguir guanyar l'AC Milan, per 0-1 amb gol de Peter Crouch després de jugada d'Aaron Lennon i, el 9 de març del mateix any van aconseguir aconseguir el pas als quarts de final d'aquesta competició després del 0-0 del partit de tornada. El Reial Madrid acabaria amb el somni dels londinencs, que quedarien eliminats en perdre per 4-0 a l'Estadi Santiago Bernabéu, on va ser clau la primerenca expulsió de Peter Crouch; i en la tornada, per 0-1, amb gol de Cristiano Ronaldo.
En la Premier League, els Spurs van lluitar fins a les últimes jornades per la 4a. plaça, però finalment una derrota contra el Manchester City per 1-0 els va deixar sense opcions de tornar a jugar la Lliga de Campions. En la penúltima jornada s'enfrontarien al Liverpool FC per l'única plaça de la Lliga Europa de la UEFA en un partit on als Spurs solament els valia la victòria i finalment van aconseguir imposar-se per 0-2 a Anfield, amb gols de Rafael van der Vaart i Luka Modrić.
L'estiu de 2011, van arribar al club 3 importants fitxatges: el porter veterà nord-americà Brad Friedel, el migcampista Scott Parker i el davanter Emmanuel Adebayor.
D'altra banda deixarien el club 7 jugadors, dels quals destaquen dos noms que van deixar petjada a White Hart Lane: l'ex capità Robbie Keane, qui va fitxar per Los Angeles Galaxy; i el gegant Peter Crouch, davanter del planter que va marxar al Stoke City, mateix equip en el qual van recalar Wilson Palacios i Jonathan Woodgate, els qui també es vestiran de potters. D'altra banda, els jugadors Alan Hutton i Jermaine Jenas van fitxar per l'Aston Villa, aquest últim en qualitat de cedit, i finalment David Bentley també va deixar el club per a vestir la samarreta del West Ham FC en qualitat de cedit. La major alegria per a l'afició del Tottenham va ser la continuïtat del mag croat Luka Modrić a l'equip.
Els londinencs van finalitzar quarts en la Premier League 2011/12, però no poden tornar a la Champions perquè el Chelsea FC, com a guanyador de la màxima competició continental, va defensar el títol malgrat no haver aconseguit plaça inicialment (va ser 6è en la Lliga).

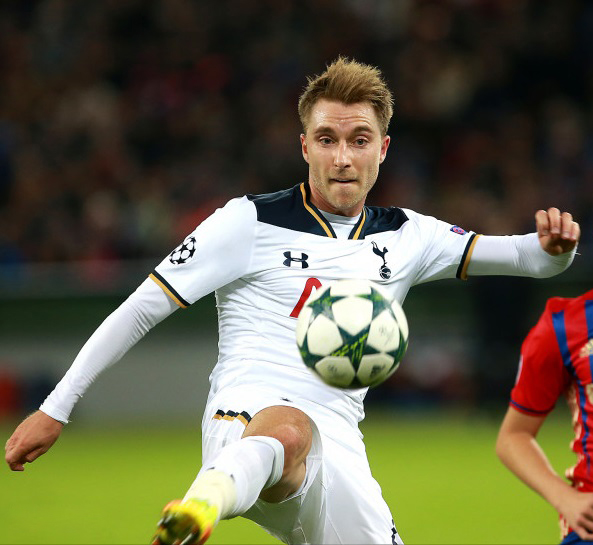
Christian Eriksen, un dels referents de l'equip en els anys 2010.

El 14 de juny de 2012, s'anuncia que Harry Redknapp abandona el seu càrrec en els Spurs, una notícia sorprenent perquè prèviament ambdues parts havien renovat el seu contracte i perquè Redknapp era el tècnic més reeixit del club en l'última dècada. André Villas-Boas seria el seu substitut i ocuparia la banqueta del Tottenham els pròxims tres anys. En la seva primera campanya al capdavant de l'equip de White Hart Lane, els londinencs van lluitar fins al final per la 4a. plaça de la Premier League 2012/13 que dona accés a la Lliga de Campions, però finalment van haver de conformar-se amb la 5a. posició, aconseguint el seu rècord particular de puntuació (72 punts) i sent la primera vegada que aquesta suma no és prou per a accedir a la màxima competició europea.
L'estiu de 2013, es va produir el traspàs de la gran estrella dels Spurs Gareth Bale al Reial Madrid per uns 91 milions d'euros. Amb aquests diners, el Tottenham va adquirir a futbolistes com Erik Lamela i Roberto Soldado. La temporada 2013-14 va començar bé, ja que l'equip ocupava les posicions nobles en les 10 primeres jornades. No obstant això, les derrotes davant els equips capdavanters van pesar i, en rebre una severa golejada a les mans del Liverpool FC (0-5) que deixava al Tottenham en 7è lloc després de 16 partits en el campionat, André Villas-Boas va ser cessat com a entrenador. El seu fins llavors assistent, Tim Sherwood, va ser confirmat com a nou màxim responsable del primer equip fins a 2015 després d'una jornada a prova. L'equip va concloure el campionat en 6è lloc, la qual cosa li permet classificar-se per a la Lliga Europa. Però això no va calmar els dirigents del club, que van optar per no seguir amb Tim Sherwood com a tècnic i es van fer amb els serveis de Mauricio Pochettino per a la temporada 2014-15.
La temporada 2014-15 va finalitzar com a cinquè, classificant-se així a la Lliga Europa 2015-16.
En la seva segona temporada, el conjunt de Mauricio Pochettino va tenir una gran millora obtenint el tercer lloc en finalitzar la campanya. Malgrat que lluitava el títol amb el Leicester City, es va deixar desplaçar de la segona plaça en l'última data, en caure per 5-1 enfront del ja descendit Newcastle United mentre que el seu rival, l'Arsenal FC, va golejar per 4-0 a l'Aston Villa. Es va classificar després de 5 anys a la Lliga de Campions 2016-17.
En començar l'estiu del 2016 decideixen comprar el keniata Victor Wanyama i el francès Moussa Sissoko per a la temporada 2016-17, en la qual va acabar en segona posició, per darrere del Chelsea Football Club. Va tenir com a figures a Harry Kane, qui va obtenir la Bota d'Or amb 29 gols, i els migcampistes Dele Alli i Christian Eriksen.
La següent temporada, el club londinenc fitxa el colombià Davison Sánchez i el francès Serge Aurier per reforçar la plantilla dels Spurs. Va iniciar la campanya d'una forma irregular, fent-se fort de visitant i cedint punts de local com els empats per 1-1 enfront del Burnley, per 0-0 enfront del Swansea i la seva derrota per 1-2 a Wembley Stadium enfront del Chelsea Football Club. Finalitzant la temporada en el tercer lloc de la classificació, amb 77 punts. Finalment, Harry Kane no va poder obtenir la seva tercera bota d'or de forma consecutiva malgrat els seus 30 gols que va marcar al llarg de la competició.

## Història i evolució de l'escut
El 1921 el club va estrenar per primera vegada un escut representatiu. Amb motiu de la final de la FA Cup de 1921 les samarretes de l'equip presentaven un escut amb el motiu d'un gall. A causa de l'èxit, es va conservar com una característica permanent en el seu uniforme. Es creu, a causa de les poques fonts de l'època sobre aquest tema, que l'origen d'aquesta representació es deu al fet que els galls de lluita tenen esperons (en anglès Spurs, el qual és el sobrenom del club), per la qual cosa la seva elecció es va considerar apropiada.
Des de llavors va passar per diverses actualitzacions i evolucions, sempre amb el citat distintiu present. No va ser fins a 1966 quan es va afegir una pilota al costat del gall, el qual després de desaparèixer de l'escut durant diversos anys, va reaparèixer l'any 1997.

## Indumentària

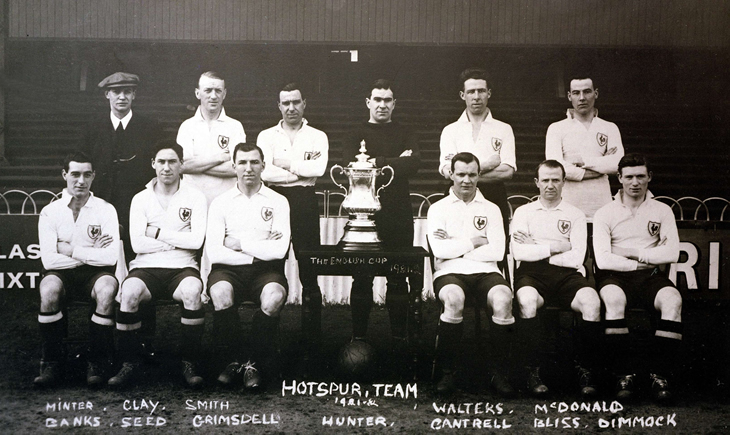
L'equip amb un dels títols del club (1921).

En la fundació del club l'uniforme estava compost per samarreta i mitges blau fosc i pantalons blancs.
| Primer | Segon | Actual |

## Estadi
El Tottenham Hotspur es va traslladar a l'estadi White Hart Lane el 1899. El seu primer partit en aquest camp va posar fi a una victòria sobre el Notts County per 4 a 1. Entre els anys 1908 i 1972, el White Hart Lane va ser un dels pocs camps de futbol britànics que no mostrava publicitat. Al voltant del 1923, el recinte es va ampliar per albergar a 50.000 persones cobertes. El 1953 se li va introduir il·luminació artificial.
A l'octubre de 2008, el club va anunciar un projecte per construir un nou estadi al nord de l'estadi White Hart Lane. La construcció va començar el 2016, i el nou estadi està previst que s'inauguri durant la temporada 2018-19. Durant la construcció, tots els partits a casa del Tottenham en la temporada 2017-18 i el primer de la 2018-19 es van jugar al Wembley Stadium. El nou estadi es denominarà Tottenham Hotspur Stadium fins que s'aconsegueixi un acord de patrocini.

## Palmarès
- 1 Recopa d'Europa de futbol: 1962-63
- 3 Copes de la UEFA: 1971-72, 1983-84, 2024-25
- 1 Copa de la Lliga Anglo-italiana: 1971
- 2 Lligues angleses: 1950-51, 1960-61
- 8 Copes angleses: 1900-01, 1920-21, 1960-61, 1961-62, 1966-67, 1980-81, 1981-82, 1990-91
- 4 Copes de la Lliga anglesa: 1970-71, 1972-73, 1998-99, 2007-08
- 2 Lligues angleses de Segona Divisió: 1919-20, 1949-50
- 7 Community Shield: 1921, 1951, 1961, 1962, 1967, 1981, 1991
- 1 Sheriff of London Charity Shield: 1902
- 1 Southern League: 1899-00
- 1 Western League: 1903-04
- 2 Football League North and South: 1943-44, 1944-45 (entre-guerres)
- 1 Vodacom Challenge: 2011
- 1 Barclays Asia Trophy: 2009

### Rànquing de coeficient de clubs de la UEFA
A 22 agost 2019 
| Rànquing | Equip                | Punts  |
| -------- | -------------------- | ------ |
| 15       | SSC Napoli           | 80.000 |
| 16       | FC Xakhtar Donetsk   | 80.000 |
| 17       | Tottenham Hotspur    | 78.000 |
| 18       | Manchester United FC | 78.000 |
| 19       | Zenit                | 72.000 |

## Jugadors

### Plantilla 2025-26
A 3 agost 2025
| N. | Pos. | Nac. | Jugador                                   |
| -- | ---- | --- | ----------------------------------------- |
| 1  | POR  | [[Fitxer:Flag of Italy.svg\|23x15px\|border \|alt=Itàlia\|link=Selecció de futbol d'Itàlia\|{{#if:\|]]                          | Guglielmo Vicario                         |
| 3  | DEF  | [[Fitxer:Flag of Romania.svg\|23x15px\|border \|alt=Romania\|link=Selecció de futbol de Romania\|{{#if:\|]]                     | Radu Drăgușin                             |
| 4  | DEF  | [[Fitxer:Flag of Austria.svg\|23x15px\|border \|alt=Àustria\|link=Selecció de futbol d'Àustria\|{{#if:\|]]                      | Kevin Danso                               |
| 6  | MIG  | [[Fitxer:Flag of Portugal (official).svg\|23x15px\|border \|alt=Portugal\|link=Selecció de futbol de Portugal\|{{#if:\|]]       | João Palhinha (cedit pel Bayern de Múnic) |
| 8  | MIG  | [[Fitxer:Flag of Mali.svg\|23x15px\|border \|alt=Mali\|link=Selecció de futbol de Mali\|{{#if:\|]]                              | Yves Bissouma                             |
| 9  | DAV  | [[Fitxer:Flag of Brazil.svg\|23x15px\|border \|alt=Brasil\|link=Selecció de futbol del Brasil\|{{#if:\|]]                       | Richarlison                               |
| 10 | MIG  | [[Fitxer:Flag of England.svg\|23x15px\|border \|alt=Anglaterra\|link=Selecció de futbol d'Anglaterra\|{{#if:\|]]                | James Maddison (2n capità)                |
| 11 | DAV  | [[Fitxer:Flag of France (1794–1815, 1830–1974).svg\|23x15px\|border \|alt=França\|link=Selecció de futbol de França\|{{#if:\|]] | Mathys Tel                                |
| 13 | DEF  | [[Fitxer:Flag of Italy.svg\|23x15px\|border \|alt=Itàlia\|link=Selecció de futbol d'Itàlia\|{{#if:\|]]                          | Destiny Udogie                            |
| 14 | MIG  | [[Fitxer:Flag of England.svg\|23x15px\|border \|alt=Anglaterra\|link=Selecció de futbol d'Anglaterra\|{{#if:\|]]                | Archie Gray                               |
| 15 | MIG  | [[Fitxer:Flag of Sweden.svg\|23x15px\|border \|alt=Suècia\|link=Selecció de futbol de Suècia\|{{#if:\|]]                        | Lucas Bergvall                            |
| 17 | DEF  | [[Fitxer:Flag of Argentina.svg\|23x15px\|border \|alt=Argentina\|link=Selecció de futbol de l'Argentina\|{{#if:\|]]             | Cristian Romero (2n capità)               |
| 19 | DAV  | [[Fitxer:Flag of England.svg\|23x15px\|border \|alt=Anglaterra\|link=Selecció de futbol d'Anglaterra\|{{#if:\|]]                | Dominic Solanke                           |
| 20 | DAV  | [[Fitxer:Flag of Ghana.svg\|23x15px\|border \|alt=Ghana\|link=Selecció de futbol de Ghana\|{{#if:\|]]                           | Mohammed Kudus                            |
| 21 | DAV  | [[Fitxer:Flag of Sweden.svg\|23x15px\|border \|alt=Suècia\|link=Selecció de futbol de Suècia\|{{#if:\|]]                        | Dejan Kulusevski                          |

| N. | Pos. | Nac. | Jugador           |
| -- | ---- | --- | ----------------- |
| 22 | DAV  | [[Fitxer:Flag of Wales 2.svg\|23x15px\|border \|alt=Gal·les\|link=Selecció de futbol de Gal·les\|{{#if:\|]]                                 | Brennan Johnson   |
| 23 | DEF  | [[Fitxer:Flag of Spain.svg\|23x15px\|border \|alt=Espanya\|link=Selecció de futbol d'Espanya\|{{#if:\|]]                                    | Pedro Porro       |
| 24 | DEF  | [[Fitxer:Flag of England.svg\|23x15px\|border \|alt=Anglaterra\|link=Selecció de futbol d'Anglaterra\|{{#if:\|]]                            | Djed Spence       |
| 27 | DAV  | [[Fitxer:Flag of Israel.svg\|23x15px\|border \|alt=Israel\|link=Selecció de futbol d'Israel\|{{#if:\|]]                                     | Manor Solomon     |
| 28 | DAV  | [[Fitxer:Flag of France (1794–1815, 1830–1974).svg\|23x15px\|border \|alt=França\|link=Selecció de futbol de França\|{{#if:\|]]             | Wilson Odobert    |
| 29 | MIG  | [[Fitxer:Flag of Senegal.svg\|23x15px\|border \|alt=Senegal\|link=Selecció de futbol del Senegal\|{{#if:\|]]                                | Pape Matar Sarr   |
| 30 | MIG  | [[Fitxer:Flag of Uruguay.svg\|23x15px\|border \|alt=Uruguai\|link=Selecció de futbol de l'Uruguai\|{{#if:\|]]                               | Rodrigo Bentancur |
| 31 | POR  | [[Fitxer:Flag of the Czech Republic.svg\|23x15px\|border \|alt=Txèquia\|link=Selecció de futbol de la República Txeca\|{{#if:\|]]           | Antonín Kinský    |
| 33 | DEF  | [[Fitxer:Flag of Wales 2.svg\|23x15px\|border \|alt=Gal·les\|link=Selecció de futbol de Gal·les\|{{#if:\|]]                                 | Ben Davies        |
| 37 | DEF  | [[Fitxer:Flag of the Netherlands.svg\|23x15px\|border \|alt=Països Baixos\|link=Selecció de futbol dels Països Baixos\|{{#if:\|]]           | Micky van de Ven  |
| 40 | POR  | [[Fitxer:Flag of the United States.svg\|23x15px\|border \|alt=Estats Units d'Amèrica\|link=Selecció de futbol dels Estats Units\|{{#if:\|]] | Brandon Austin    |
| 44 | DAV  | [[Fitxer:Flag of England.svg\|23x15px\|border \|alt=Anglaterra\|link=Selecció de futbol d'Anglaterra\|{{#if:\|]]                            | Dane Scarlett     |
| —  | DEF  | [[Fitxer:Flag of Japan.svg\|23x15px\|border \|alt=Japó\|link=Selecció de futbol del Japó\|{{#if:\|]]                                        | Kōta Takai        |
| —  | DEF  | [[Fitxer:Flag of Croatia.svg\|23x15px\|border \|alt=Croàcia\|link=Selecció de futbol de Croàcia\|{{#if:\|]]                                 | Luka Vušković     |
| —  | DAV  | [[Fitxer:Flag of Catalonia.svg\|23x15px\|border \|alt=Catalunya\|link=Selecció de futbol de Catalunya\|{{#if:\|]]                           | Bryan Gil         |

#### Cedits a altres equips
A 23 juliol 2025
| N. | Pos. | Nac. | Jugador                                                        |
| -- | ---- | --- | -------------------------------------------------------------- |
| 18 | DAV  | [[Fitxer:Flag of South Korea.svg\|23x15px\|border \|alt=Corea del Sud\|link=Selecció de futbol de Corea del Sud\|{{#if:\|]] | Yang Min-hyeok (al Portsmouth FC fins al 30 de juny de 2026)   |
| 35 | DEF  | [[Fitxer:Flag of England.svg\|23x15px\|border \|alt=Anglaterra\|link=Selecció de futbol d'Anglaterra\|{{#if:\|]]            | Ashley Phillips (al Stoke City FC fins al 30 de juny de 2026)  |
| 36 | DAV  | [[Fitxer:Flag of Argentina.svg\|23x15px\|border \|alt=Argentina\|link=Selecció de futbol de l'Argentina\|{{#if:\|]]         | Alejo Véliz (al Rosario Central fins al 30 de juny de 2026)    |
| 45 | MIG  | [[Fitxer:Flag of England.svg\|23x15px\|border \|alt=Anglaterra\|link=Selecció de futbol d'Anglaterra\|{{#if:\|]]            | Alfie Devine (al Preston North End fins al 30 de juny de 2026) |

## Jugadors històrics destacats
Ordenats segons l'any en què debuten al club:
| - 1882 Bobby Buckle - 1901 Vivian Woodward - 1908 Billy Minter - 1908 Tom Morris - 1912 Arthur Grimsdell - 1936 Bill Nicholson - 1939 Ronnie Burgess - 1939 Les Medley - 1940 Ted Ditchburn - 1945 Sonny Walters - 1946 Len Duquemin - 1948 Tommy Harmer - 1949 Alf Ramsey - 1954 Danny Blanchflower - 1955 Maurice Norman - 1955 Bobby Smith - 1956 Terry Medwin - 1958 Cliff Jones - 1959 Les Allen - 1959 Bill Brown - 1959 Dave Mackay - 1959 John White - 1960 Peter Baker - 1960 Terry Dyson - 1960 Ron Henry - 1961 Jimmy Greaves - 1962 Phil Beal |  | - 1963 Jimmy Robertson - 1964 Alan Gilzean - 1964 Pat Jennings - 1964 Cyril Knowles - 1964 Alan Mullery - 1965 Joe Kinnear - 1966 Mike England - 1966 Terry Venables - 1968 Martin Chivers - 1969 Steve Perryman - 1970 Martin Peters - 1971 Ralph Coates - 1975 Gerry Armstrong - 1975 Glenn Hoddle - 1977 Chris Hughton - 1978 Osvaldo Ardiles - 1978 Mickey Hazard - 1978 Ricardo Villa - 1980 Steve Archibald - 1980 Garth Crooks - 1980 Graham Roberts - 1981 Ray Clemence - 1982 Gary Mabbutt - 1983 Danny Thomas - 1984 Clive Allen - 1985 Paul Allen - 1985 David Howells |  | - 1985 Chris Waddle - 1986 Nico Claesen - 1986 Steve Hodge - 1987 Chris Fairclough - 1988 Paul Gascoigne - 1988 Paul Stewart - 1988 Erik Thorstvedt - 1989 Gary Lineker - 1991 Nick Barmby - 1992 Darren Anderton - 1992 Sol Campbell - 1992 Teddy Sheringham - 1993 Colin Calderwood - 1993 Stephen Carr - 1994 Jürgen Klinsmann - 1994 Ilie Dumitrescu - 1994 Gheorghe Popescu - 1994 Ronnie Rosenthal - 1997 Les Ferdinand - 1997 David Ginola - 2000 Serhí Rebrov - 2001 Gustavo Poyet - 2001 Christian Ziege - 2002 Jamie Redknapp - 2004 Michael Carrick - 2012 Gareth Bale |

## Entrenadors
Ordenats segons l'any en què es converteixen en entrenadors:
| - 1898 Frank Brettell - 1899 John Cameron - 1907 Fred Kirkham - 1912 Peter McWilliams - 1927 Billy Minter - 1930 Percy Smith - 1935 Wally Hardinge (provisional) - 1935 Jack Tresadern - 1938 Peter McWilliams - 1942 Arthur Turner - 1946 Joe Hulme - 1949 Arthur Rowe - 1955 Jimmy Anderson - 1958 Bill Nicholson - 1974 Terry Neill - 1976 Keith Burkinshaw - 1984 Peter Shreeves - 1986 David Pleat - 1987 Trevor Hartley i Doug Livermore (provisionals) |  | - 1987 Terry Venables - 1991 Peter Shreeves - 1992 Doug Livermore i Ray Clemence - 1993 Ossie Ardiles - 1994 Steve Perryman (provisional) - 1994 Gerry Francis - 1997 Chris Hughton (provisional) - 1997 Christian Gross - 1998 David Pleat (provisional) - 1998 George Graham - 2001 David Pleat (provisional) - 2001 Glenn Hoddle - 2003 David Pleat (provisional) - 2004 Jacques Santini - 2004 Martin Jol - 2007 Clive Allen (provisional) - 2007 Juande Ramos - 2008 Clive Allen i Alex Inglethorpe (provisionals) - 2008-2012 Harry Redknapp - 2012 André Villas-Boas |